# 5335 Damocles
5335 Damocles este  un asteroid centaur. Face parte din familia asteroizilor Damocloizi.

## Descoperirea asteroidului
A fost descoperit la 18 februarie 1991 de astronomul Robert H. McNaught. 

## Caracteristici
Asteroidul prezintă o orbită caracterizată de o semiaxă majoră egală cu 11,8425724 u.a. și de o excentricitate de 0,8664149, înclinată cu 61,78656° față de ecliptică.

## Denumirea asteroidului
La descoperire a primit denumirea provizorie 1991 DA. Denumirea actuală se referă la personajul mitologic Damocles, rămas celebru din Tusculanae Disputationes lui Cicero , al cărui nume este utilizat mai cu seamă în sintagma „sabia lui Damocles”.